# Gustavo Adolfo Romero
Gustavo Adolfo Romero-González ( 1955 - ) es un botánico venezolano.
Posee un Ph.D. de la Universidad de Harvard, donde también se desempeña como investigador, especialista en orquídeas y curador del Herbario Oakes Ames en sustitución de Leslie A. Garay.
Forma parte de los comités editoriales de Lankesteriana y del Instituto Botánico de Venezuela.

## Algunas publicaciones
- G. Carnevali, G.A. Romero-González. 1991. Orchidaceae Dunstervillorum I: A New Dryadella from the Venezuelan Guayana. Novon, Vol 1, N.º 2, pp. 73-75
- Leslie A. Garay, G.A. Romero-González. 1998. Schedulae Orchidum. 10 pp.
- Romero-González, G.A., G. Carnevali Fernández-Concha. 2000. Orchids of Venezuela, an Illustrated Field Guide, 2ª ed. Armitano Editores, Caracas. 364 pp.
- G. Carnevali, I. Ramírez, G.A. Romero-González, C.A. Vargas, E. Foldats. 2003. Orchidaceae. pp. 200-619. En P E Berry et al., Eds., Flora of the Venezuelan Guayana vol. 7. Missouri Botanical Garden, St. Louis

- La abreviatura «G.A.Romero» se emplea para indicar a Gustavo Adolfo Romero como autoridad en la descripción y clasificación científica de los vegetales.[3]

Tiene una importante contribución con 248 registros (marzo de 2011, IPNI) a la identificación y clasificación de nuevas especies de Orchidaceae, las que publica habitualmente en : Novon; Harvard Pap. Bot.; Bot. Explor.; Monogr. Syst. Bot. Missouri Bot. Gard.; Cat. Flow. Pl. Gymn. Perú; Colet. Orquídeas Brasil; Brittonia; Selbyana; Orchidee (Hamburg); Orchids Venezuela; Lindleyana.